# Dave Benton
Dave Benton, pseudonimo di Efrén Eugene Benita (Aruba, 31 gennaio 1951), è un musicista estone.
Ha collaborato come batterista e corista con artisti quali Tom Jones, José Feliciano e i The Platters.
Ha vinto l'Eurovision Song Contest 2001 in rappresentanza dell'Estonia, esibendosi col cantante rock Tanel Padar e la boyband di genere hip hop dei 2XL (attualmente nota col nome Soul Militia) nel brano Everybody.

## Biografia
Benton è nato nel 1951 sull'isola caraibica olandese di Aruba (nelle Antille Olandesi) e nel corso degli anni si trasferì negli Stati Uniti. Nel periodo in cui viveva nei Paesi Bassi nel 1980, Benton ha incontrato la sua futura moglie estone Maris nel corso di un viaggio su una nave da crociera, poi si stabilì nuovamente in Estonia (nel 1997) e successivamente ha avuto una variegata carriera musicale specialmente nei paesi dell'Europa settentrionale. Ora vive sempre in Estonia con la moglie e due figlie, Sissi e Lisa. Si è esibito nella produzione tedesca del musical "City Lights". Benton parla correttamente in inglese, spagnolo, olandese, francese, tedesco, portoghese, estone oltre che nella sua lingua nativa: la lingua papiamento.

## Carriera musicale
Nel 2001 si è esibito con il cantante rock estone Tanel Padar e la boyband di genere hip hop dei 2XL (attualmente nota col nome Soul Militia) vincendo l'Eurovision Song Contest 2001 con il brano "Everybody". Ha partecipato nel 1981 al Festival Latinoamericano in Messico, dove rappresentava le Antille Olandesi con la canzone "Vaya un amigo" come Efrén Eugene Benita, ha concluso al 20º posto in questo concorso. Nell'ottobre 2010 partecipa ad un importante evento musicale organizzato dalla Manmin Central Church: un festival di cultura coreana a Tallinn denominato " La crociata dei miracoli di guarigione dell'Estonia 2010". Benton vi presenzia assieme al leader della chiesa Jaerock Lee, allo stesso Tanel Padar e ai Soul Militia. I cantanti sono stati perfino indotti a credere che l'evento era stato patrocinato dall'ambasciata sudcoreana. Nel 2010, Benton ha partecipato come concorrente di celebrità sulla quarta stagione di Tantsud tähtedega, una versione estone di Ballando con le stelle.La sua partner professionale nella danza è stata Valeria Fetissova. È anche diventato un nonno: la sua figlia maggiore dal suo primo matrimonio, Nathaly, ha dato vita di recente ad una bambina di nome Tanisia.